# Préfecture de Blitta
Blitta est une préfecture située dans la région Centrale du Togo. La préfecture de Blitta a une superficie d'environ 4 770 km et il y'a environ 200 villages et qui est considérée dans la région centrale comme l'une des plus grandes préfectures. La préfecture de Blitta compte environ une population de 163 272 habitants (recensement de 2022).
La préfecture de Blitta comprend les cantons de Blitta, Langabou, Pagala-Gare, Yégué, Tcharé-Baou, Katchenké, M'Poti, Diguengué, Tintchro, Pagala-Village, Atchintsé, Welly, Agbandi, Koffiti, Yaloumbé, Tchaloudè, Waragni, Blitta-Village, Doufouli, Tchifama et Dikpéléou.

## Histoire de Blitta
Blitta est fondée sous l'installation de plusieurs groupes ethniques à l'époque coloniale. Cette colonie suit trois phases et fut reprise par les colons français entre 1924 et 1956. Le mouvement migratoire a atteint son paroxysme dans les années 1925 et 1928, avec la construction du système ferroviaire. Le chemin de fer a été construit par étapes en commençant par le village d'Agbonou (Atakpamé) et en terminant à Blitta, sur une longueur de 180 Km. La zone, autrefois est connue sous le nom de Blitta-Gare à l'époque et s'est développée pour devenir Blitta tout court et elle est aujourd'hui l'une des plus grandes villes de la région centrale avec l'incorporation des quatre villages urbains, qui se composent de Blitta-village, Waragni, Doufouli et Yaloumbè. Blitta est également traversée par la Route Nationale (Lomé-Cinkassé), qui a une longueur d'environ 420 Km de Lomé à Blitta. Cependant, cette route n’est pas dans le meilleur état. Il y a beaucoup de nids-de-poule et il est très étroit. C'est la seule route qui va du port principal de Lomé à la partie nord de la région, donc il y a tous les types de trafic qui y circulent allant des semi-remorques, des motos, des taxis, des voitures, des vélos et des personnes voyageant à pied. La sécurité est une priorité lorsque vous voyagez sur cette route.

## Évolution démographique de la population
Blitta à entamer son développement à  l'époque coloniale. Initialement, Blitta-Gare et Blitta-carrefour formaient ensemble une commune. Cette zone est passée d'environ 2 611 habitants lors du premier recensement en 1960 à 6 636 habitants pour le second en 1981 et 26 095 habitants en 2011. Le nouveau périmètre communal, comprend trois autres villages : Doufouli, Waragni, Yaloumbe. Ces territoires ont contribué à augmenter la population à ce jour jusqu'à 30 065 habitants d'environ.

## Population
Il existe à nos jours, de nombreux groupes ethniques différents dans la préfecture de Blitta. La majorité de ces groupes ethniques qui résident dans ladite préfecture sont des ethnies venues la plupart dans d'autres régions du Togo qui sont les Kabyè, les Agnanga, les Losso, les Tem, les Tchamba, les Logba, les Bassar, les Ewe, les Djerma, les Moba, les Peulh et les Adja.

## Religion
Pour la religion, il faut reconnaître que la majorité de la population est chrétienne et musulmane. Cependant, certains citoyens pratiquent encore de la religion traditionnelle africaine communément appelé animisme. Le catholicisme est l’une des religions pratiquées par les chrétiens de Blitta. À Blitta, il y a deux cathédrales, une à Blitta-Gare et l'autre à Blitta-Carrefour. Le protestantisme y est pratique à Blitta. Une autre religion pratiquée dans la préfecture de Blitta est celle des Témoins de Jéhovah. C'est l'une des plus petites communautés qui existent dans la préfecture de Blitta. L'Islam est très présent à Blitta parmi les peuples Kotokoli.

## Festivals
De nombreux festivals sont organisés à Blitta. Les noms de ces célébrations sont Kamou, Akpema, Kondona, Sintoudjandjagou, Kpatchama et Boyila. Kamou est la danse traditionnelle du peuple Kabyè. Cela se produit pendant la période des récoltes, qui commence en décembre. Akpéma et Kondona sont les festivals organisés pour les jeunes. Cette cérémonie est une initiation que chaque adolescent traverse pour l'initier à l'âge adulte. Les rituels Sintoudjandjagou et Kpatchama se concentrent sur la joie de vivre et sur les bénédictions reçues tout au long de l'année. Boyila a un sens littéral, qui est de faire quelque chose pour demain. Cette commémoration est une fête des ignames. Elle a lieu le 18 août de chaque année. Cette cérémonie annonce la maturité des ignames. Ce jour-là, chaque autochtone rentre chez lui pour commencer la célébration tôt le lendemain matin. Les tambours sont ce qui annonce que la fête a commencé ; on l'appelle l'appel du tambour Atumpé. Le prêtre verse ensuite du Tchoukoutou, la bière locale du Togo, et de l'igname cuite à l'huile de palme sur les Dieux. Après avoir mangé du Foufou, de l'igname pilée, les gens se rendent sur la place principale pour danser. Ces performances ont pour but de rappeler à la communauté son origine et ses valeurs culturelles. Ils représentent la véritable valeur de la communauté autochtone.

## Agriculture
L'agriculture est l'activité la plus importante à Blitta car la majorité de la population pratique l'agriculture. Ils cultivent des cultures telles que le maïs, les haricots, le manioc, l’igname, le millet, le soja, le coton et le riz. Parfois, leurs magasins sont vides à cause de la stérilité des terres et de la rareté des pluies. Ils utilisent des outils agricoles obsolètes tels que des houes et des machettes. Le travail est très difficile pour les agriculteurs. Pour le commerce, les femmes vendent de nombreuses choses le long de la route, comme du gari, du tapioca, des arachides, des ignames, du charbon de bois et du fromage. Toutes ces activités leur permettent d’économiser de l’argent pour payer les frais de scolarité de leurs enfants.

## Climat
Le climat de Blitta est tropical et semi-humide avec deux saisons, la saison des pluies et la saison sèche. Du début avril à la mi-octobre, c'est la saison des pluies. Puis, fin octobre, début novembre, commence la saison sèche jusqu'au mois d'avril suivant.

## Rivières
La rivière d'Anié et d'autres rivières voisines telles que la You, la Toulé et la Kpawa arrosent la ville de Blitta. Toutes ces rivières sont caractérisées par des variations saisonnières. En saison sèche, le débit de ces rivières est nul. En ce moment, les habitants de Blitta souffrent vraiment car le niveau de l’eau est très faible.

## Infrastructure

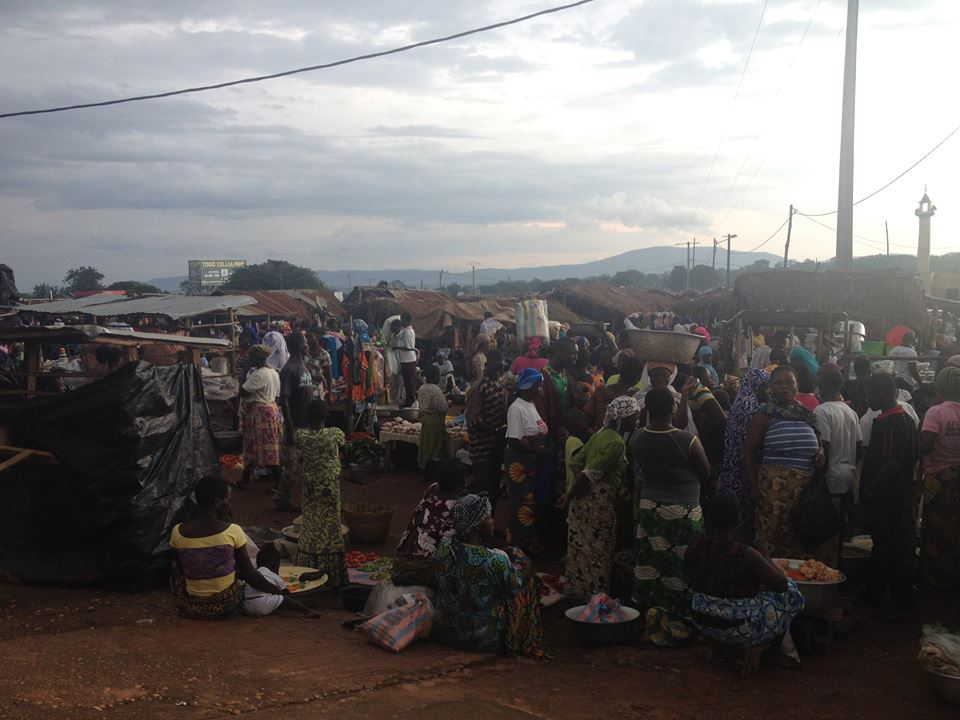

Il y a deux marchés historique qui s'animent à Blitta. L'un se trouve à Blitta-Gare, qui est ouvert tous les vendredis de chaque semaine et l'autre marché se trouve à Blitta-Carrefour et se tient tous les dimanches. Sur ces marchés, vous pouvez trouver de tout : des ignames, du maïs, des haricots, des chèvres, des poulets, des fournitures scolaires et des vêtements et bien d'autres. C'est le centre commercial de Blitta. La Tchoukoutou, la bière locale du Togo qui représente l'une des consommations locales, est également un produit très vendu ici à Blitta. Les deux marchés sont facilement accessibles dans la préfecture de Blitta, peu importe où vous vous trouvez à Blitta. Pour les personnes ayant besoin d'un endroit où séjourner, il existe quelques hôtels à Blitta : Sapin, Boyila, le balafon, le Campement... Il y a également un centre culturel à Blitta-Gare qui accueille des conférences et la plupart des festivals de la ville.

## Communication
Blitta n'a qu'un seul moyen d'information pour informer sa population, c'est la Radio Etincèle. Cette station de radio a été créée en 2001 et est à l'antenne de tous les jours de cinq heures du matin à vingt-deux heures du soir. Il est situé à Blitta-Gare, en face du lycée de Blitta. Mais de nos jours, avec l'internet, l'information passe autrement à part la radio.

## Education
Blitta est une ville qui compte de nombreuses écoles qui ont encore besoin d’améliorer leur système éducatif. Cela étant dit, il n’y a pas assez d’écoles pour que les enfants puissent fréquenter des classes à effectifs réduits, ce qui améliorerait leur expérience éducative. Il y a un lycée appelé Lycée de Blitta, trois écoles secondaires, dont deux à Blitta-Gare, ce qui rend difficile la fréquentation scolaire des élèves de Blitta-Carrefour.

## Santé
L'on note deux hôpitaux dans la préfecture de Blitta. L'hôpital principal est situé à Blitta-Gare. Cette installation peut fournir de nombreux services à la communauté et a pu sauver la vie de la population de Blitta. Il existe entre autres une clinique plus petite située à Blitta-Carrefour. De nombreux services techniques ne peuvent pas être pris en charge ici, mais si la situation n'est pas trop grave, ce dispensaire offre d'excellents travail de soins.

## Sécurité
Blitta est une communauté très sûre car c'est une ville extrêmement paisible et calme. On note de nombreux soldats, policiers et officiers de la Garde nationale qui aident la population à faire respecter les lois de la république. C'est ce qui fait que, les personnes qui visitent la préfecture de Blitta se sentent à l'aise. Tout est mis en place pour sécuriser la population de Blitta.